# Luteostriata abundans
Luteostriata abundans ist eine Art brasilianischer Landplanarien aus der Unterfamilie Geoplaninae. Es ist eine häufige Art in der von Menschen veränderten Umwelt im südlichen Bundesstaat Rio Grande do Sul.

## Merkmale

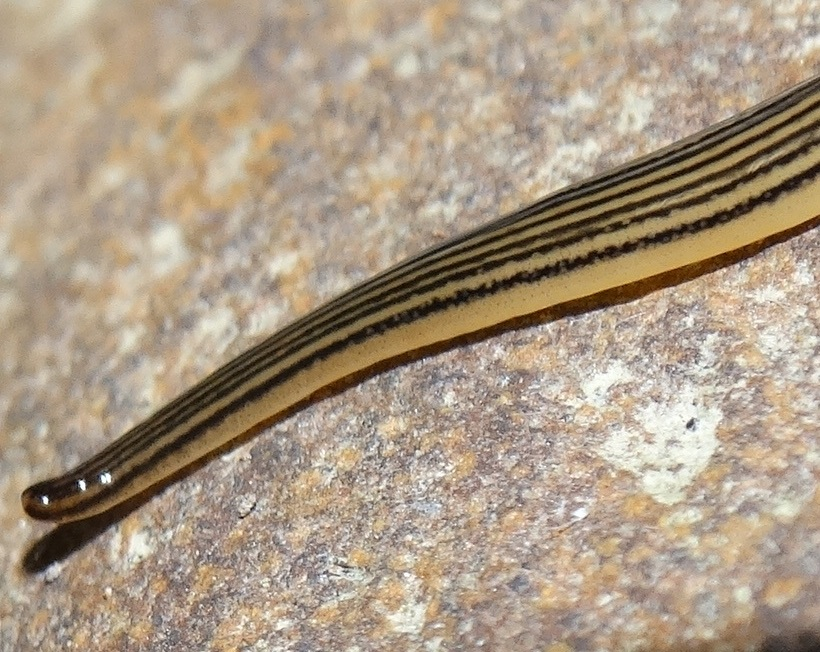
Detail des Vorderendes von L. abundans, die kleinen Augen sind als dunkle Punkte und als pigmentfreien Stellen in den dunklen Streifen erkennbar.

Luteostriata abundans ist eine kleine bis mittelgroße Landplanarie mit einem länglichen Körper und parallel verlaufenden Seitenrändern. Die größten Individuen haben eine Länge von ungefähr 60 Millimetern. Die Rückenfärbung ist gelb, kann aber von cremefarben über dunkelgelb bis hin zu hellbraun variieren. Entlang des Körpers verlaufen sieben dunkelbraune bis schwarze Längsstreifen. Die Bauchseite weist eine cremefarbene Färbung auf.
Die vielen Augen sind sehr klein und können mit bloßem Auge schwierig erkannt werden. Sie verteilen sich auf den ersten Millimetern auf den Seitenrändern des Körpers, dahinter sitzen sie eher rückenseitig auf den beiden äußeren Streifen auf beiden Seiten. Die Augen auf den Streifen sind von pigmentfreien, helleren Flächen umgeben, die als kleine helle Punkte wahrgenommen werden können.

## Verbreitung
Luteostriata abundans konnte in von Menschen veränderten Flächen gefunden werden. Zudem gehören zu den Fundorten die Ränder von Wäldern, in denen nur oder teilweise laubabwerfende Bäume wachsen. Diese Wälder und Flächen befinden sich in der Region um Porto Alegre im brasilianischen Bundesstaat Rio Grande do Sul.

## Ernährung

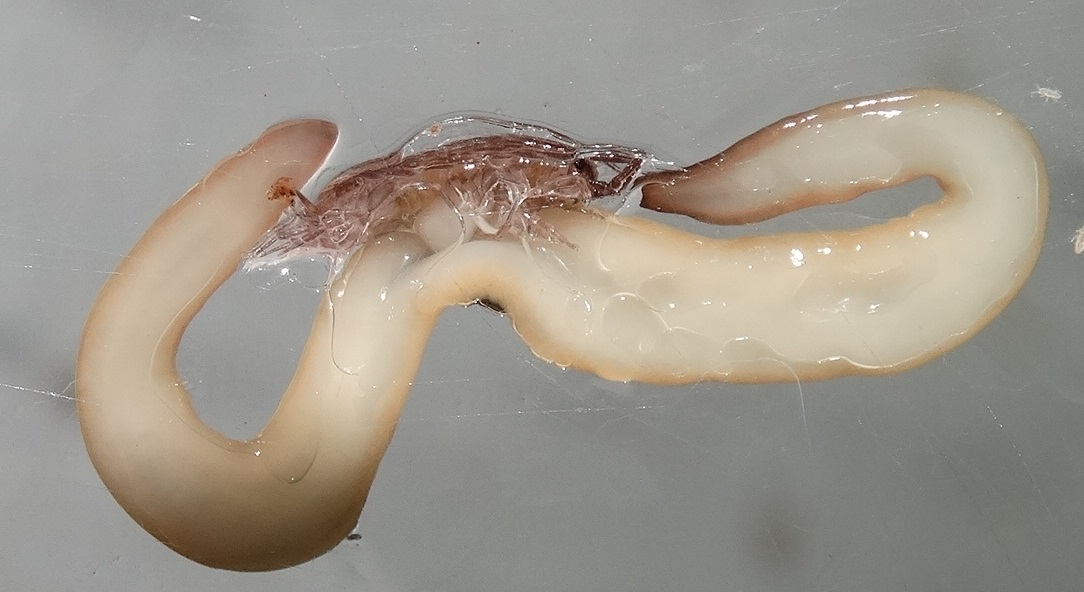
Bauchseitige Ansicht von L. abundans beim Verzehr einer Assel. Der Pharynx dringt hierbei in die Assel ein.

In Laborversuchen ernährten sich Individuen von L. abundans ausschließlich von Landasseln, welche die hauptsächliche oder einzige Beute für Arten der Gattung Luteostriata bilden.
Luteostriata abundans fängt ihre Beute durch eine schnelle Bewegung und adhäsive Sekrete. Sobald die Landplanarie ihre Beute berührt, wickelt sie sich um diese und beginnt Schleim abzuscheiden. Danach kriecht sie so über die Assel, dass die Mundöffnung auf Höhe der Beute ist, und führt den Pharynx zwischen den Segmenten der Assel in den Körper der Beute ein. Dann saugt den Inhalt des Panzers auf.